# 331.ª Divisão de Infantaria (Alemanha)
A 331ª Divisão de Infantaria (em alemão:331. Infanterie-Division) foi uma unidade militar que serviu no Exército alemão durante a Segunda Guerra Mundial.

## Comandantes
| Comandante                             | Data                                             |
| -------------------------------------- | ------------------------------------------------ |
| Generalleutnant Fritz Hengen           | 15 de dezembro de 1941 - 30 de dezembro de 1941  |
| General der Infanterie Dr. Franz Beyer | 30 de dezembro de 1941 - 21 de fevereiro de 1943 |
| Generalleutnant Karl-Ludwig Rhein      | 22 de fevereiro de 1943 - 1 de janeiro de 1944   |
| Generalmajor Heinz Furbach             | 1 de janeiro de 1944 - 25 de abril de 1944       |
| Generalleutnant Karl-Ludwig Rhein      | 25 de abril de 1944 - 1 de agosto de 1944        |
| Generalleutnant Walter Steinmüller     | 1 de agosto de 1944 - 16 de outubro de 1944      |
| Generalleutnant Erich Diestel          | 16 de outubro de 1944 - 8 de maio de 1945        |

## Oficiais de operações
| Major Gerhard Feucker        | 15 de dezembro de 1941 - 14 de janeiro de 1942   |
| Major Eduard Schwandner      | 14 de janeiro de 1942 - 01 de fevereiro de 1943  |
| Oberstleutnant Horst Niepold | 01 de fevereiro de 1943 - 00 de dezembro de 1943 |
| Desconhecido                 | 00 de dezembro de 1943 - 16 de março de 1944     |
| Oberstleutnant Hermann Rehm  | 16 de março de 1944 - 10 de outubro de 1944      |
| Major Walter Carganico       | 10 de outubro de 1944 - 00 de janeiro de 1945    |
| Major ? Koppe                | 00 de janeiro de 1945 - 00 de maio de 1945       |

## Área de operações
| Áustria                        | dezembro de 1941 - fevereiro de 1942 |
| Frente Oriental, setor central | fevereiro de 1942 - setembro de 1943 |
| Frente Ocidental, setor norte  | setembro de 1943 - março de 1944     |
| Alemanha                       | de março de 1944 - abril de 1944     |
| França                         | abril de 1944 - outubro de 1944      |
| Holanda & Norte da Alemanha    | outubro de 1944 - maio de 1945       |